# Ull màgic

Ull màgic EM11

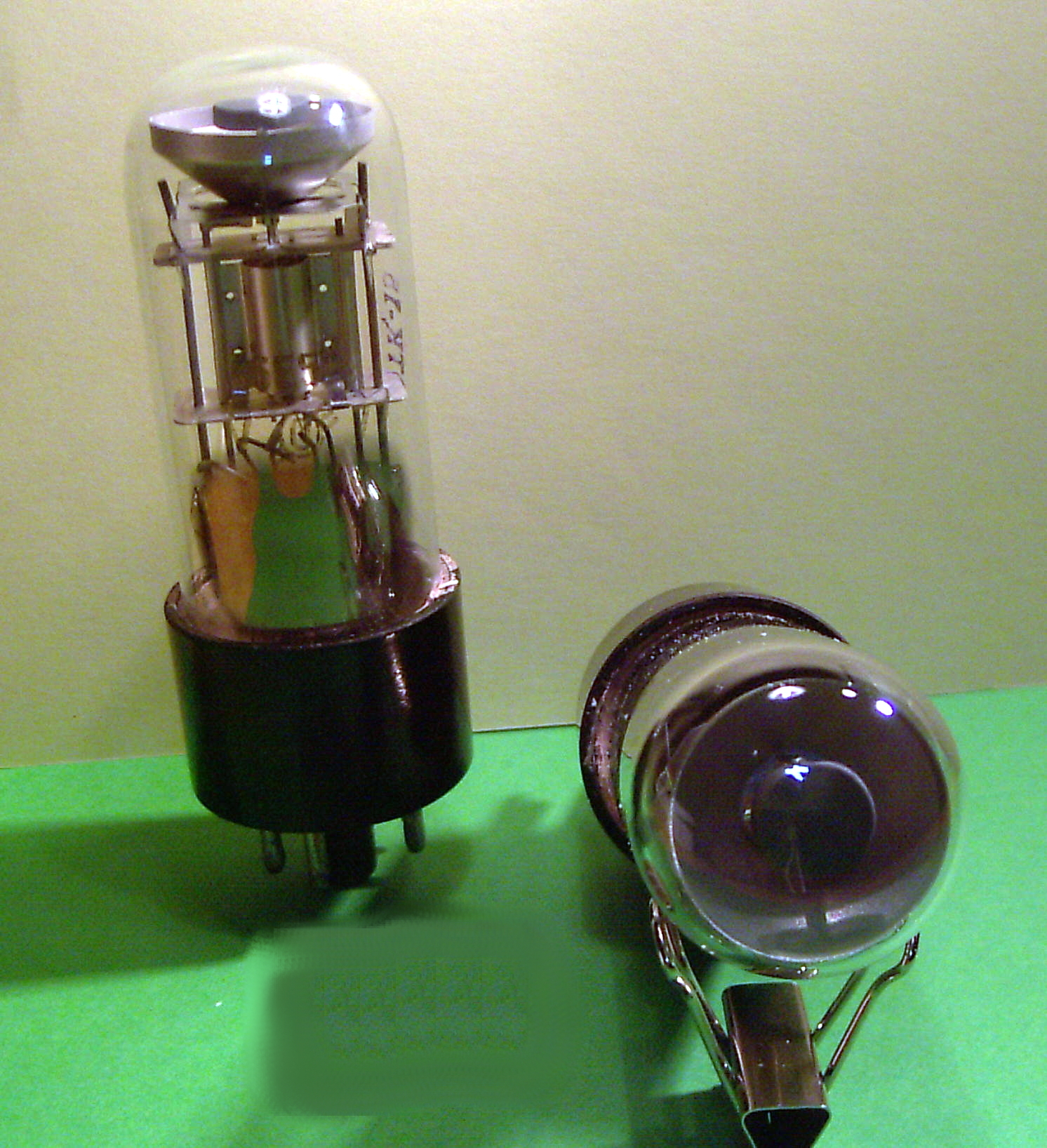
Ull màgic 6E5A

S'anomena ull màgic una vàlvula termoiònica, desenvolupada per RCA, que inclou una petita pantalla de raigs catòdics. Es va utilitzar principalment com a indicador de sintonia en les ràdios de gamma alta. Sol incloure un tríode que amplifica el senyal d'entrada abans d'aplicar-lo a un elèctrode de deflexió de la part de raigs catòdics. L'efecte que es produeix és que la zona lluminosa creix o decreix depenent del nivell del senyal, fet que ajudaria l'usuari a sintonitzar l'aparell.

## Tipologia
Bàsicament, n'existeixen dos tipus:
- Amb pantalla circular. El tub és cilíndric, amb una pantalla a la part de dalt, formada per un ànode en forma de con invertit recobert de fòsfor. El feix d'electrons surt del centre, creant una il·luminació en forma de dos ventalls simètrics que s'obren i es tanquen. La forma circular de la pantalla, amb el cercle central fosc recorda la pupil·la d'un ull, d'aquí el nom del tub.[2][3]
- Amb pantalla rectangular. En aquest cas, la pantalla està en un costat de l'objecte, amb el fòsfor dipositat directament sobre el vidre. Aquest tipus té una barra lluminosa que creix del centre cap als costats.